# Liste von Blinkgeräten gemäß den Kennblättern fremden Geräts D 50/13

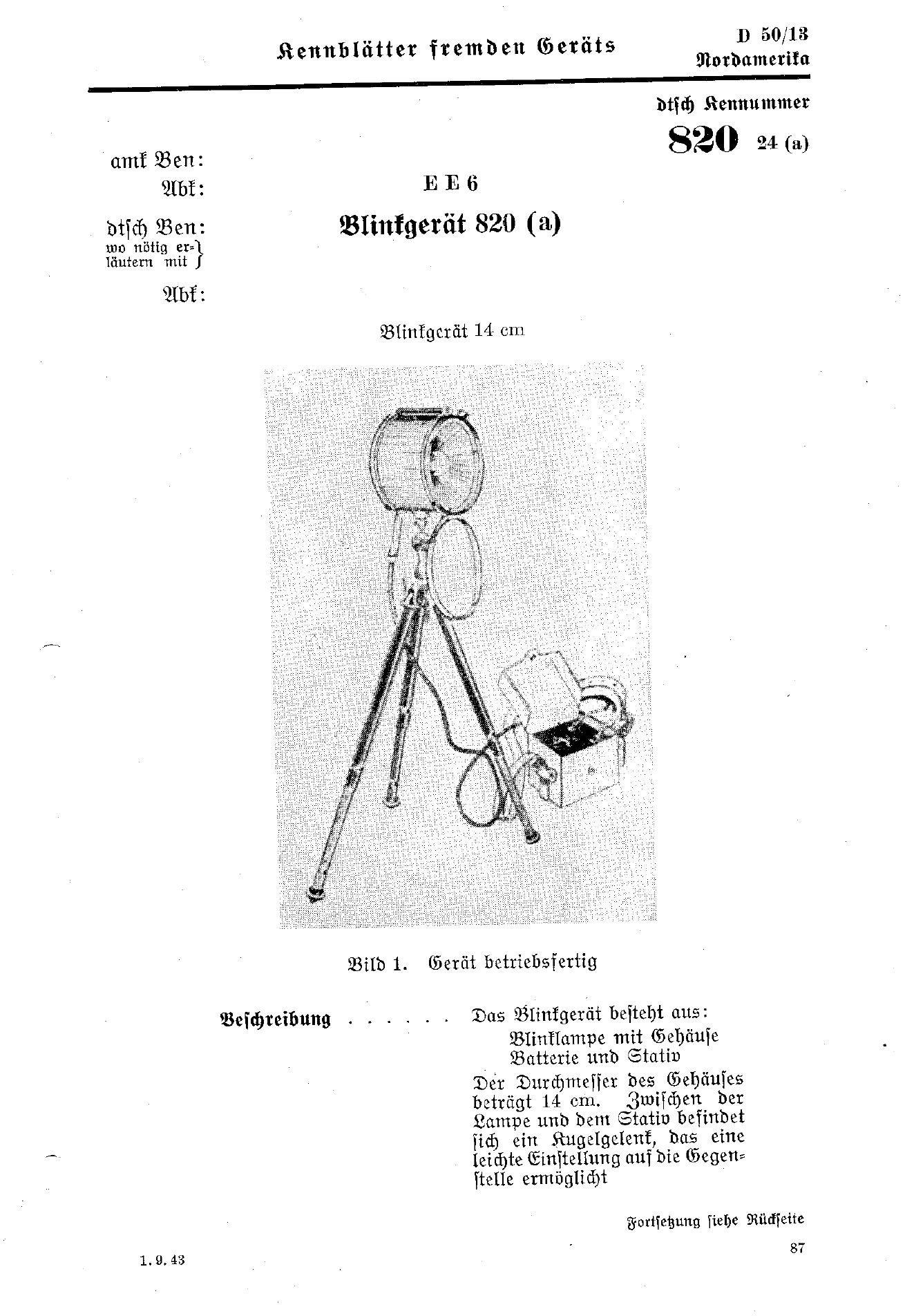
Kennblattbeispiel zu
D 50/13 Nr 820 24 (a)

In dieser Liste von Blinkgeräten gemäß den Kennblättern fremden Geräts D 50/13 werden Blinkgeräte aufgeführt, die vom Heereswaffenamt verzeichnet wurden. Synonyme zu diesen Blinkgeräten sind Morselampen beziehungsweise Signallampen.
Nachfolgend ein Überblick/Auszug zur offiziellen Dokumentation Kennblätter fremden Geräts D 50/13: Nachrichtengerät.

## Hinweise zur Liste
Aufbau der Tabelle
Untenstehende Tabelle führt folgenden Spalteninhalte:
- dtsch. Kennnr. (deutsche Kenn-Nummer), dies entspricht dem Originalindex in den Kopfzeilen der Kennblätter mit Kennnummer, Stoffgebietenummer und Beutezeichen.
- Abk. dtsch. Ben. (Abkürzung deutsche Benennung), Originalbezeichnung entnommen aus der fünften Zeile der Kennblätter.
- Landesbez. nach HWA (Heereswaffenamt), Originalangaben entnommen aus der ersten Zeile der Kennblätter.
- Bild, eine Bildauswahl aus Wikipedia für dieses Objekt.
- Bemerkungen, Hier werden Links zu bereits existierenden Wikipedia-Artikeln eingetragen.

 Info: Die in der Tabelle angegebenen Originaleinträge sollen nicht geändert werden, weil diese den Angaben aus den Kennblättern entsprechen. Nach neuerem Forschungsstand sind teilweise Errata in den Kennblättern erkannt worden. Diese werden unten im Abschnitt Anmerkungen jeweils zur Kenn-Nummer erläutert. Die Wikilinks in den runden Klammern sollten das Lemma der entsprechenden Artikel in Wikipedia enthalten.

## Tabellarische Übersicht
| dtsch. Kennr. | Abk. dtsch. Ben.         | Landesbez.nach HWA (Wikipedia-Artikel) | Bild         | Bemerkungen |
| ------------- | ------------------------ | -------------------------------------- | ------------ | --- |
| 335 24 (f)    | Blinkgerät 335 (f)       | MIE 1929                               |              | besteht aus Blinkgehäuse, Batterie und Stativ, 9,4 cm Durchmesser |
| 336 24 (f)    | Blinkgerät 336 (f)       | in D 50/13 keine Angabe                |              | 14 cm Durchmesser |
| 337 24 (f)    | Blinkgerät 337 (f)       | in D 50/13 keine Angabe                |              | 24 cm Durchmesser |
| 338 24 (f)    | Blinkgerät 338 (f)       | in D 50/13 keine Angabe                |              | 35 cm Durchmesser |
| 820 24 (a)    | Blinkgerät 820 (a)       | E E 6                                  |              | besteht aus Blinklampe, Kurbel-Dynamo-Maschine und Stativ mit Behälter, 14 cm Durchmesser                                                                                   |
| 820 24 (e)    | Blinkgerät 820 (e)       | Lucaslamp                              |              | 5,5 kg Gewicht, 9 cm Durchmesser |
| 820 24 (r)    | Blinkgerät 820 (r)       | in D 50/13 keine Angabe                |              | 42 kg Gewicht, 3-Mann-Bedienung, 12–15 Zeichen pro Minute, 9 cm Durchmesser, Reichweite: 20 km bei Tag 40 km bei Nacht                                                      |
| 821 24 (a)    | Blinkgerät 821 (a)       | E E 7                                  | Bilderwunsch | 24 cm Durchmesser |
| 821 24 (e)    | Blinkgerät 821 (e)       | H C D 90 M I 1932                      | Bilderwunsch | 90 cm Durchmesser |
| 821 24 (r)    | Blinkgerät 821 (r)       | in D 50/13 keine Angabe                |              | 24 kg Gewicht, 3-Mann-Bedienung, 15–20 Zeichen pro Minute, Reichweite: 20 km bei Tag 50 km bei Nacht                                                                        |
| 822 24 (e)    | Blinkgerät 822 (e)       | in D 50/13 keine Angabe                |              | 9 cm Durchmesser |
| 822 24 (r)    | Blinkgerät 822 (r)       | in D 50/13 keine Angabe                |              | 5,75 kg Gewicht, 2-Mann-Bedienung, 15 Zeichen pro Minute, 10 cm Durchmesser, Reichweite: 2 km bei Tag 4–8 km bei Nacht                                                      |
| 823 24 (r)    | Blinkgerät 823 (r)       | СП 60                                  |              | 2-Mann-Bedienung, Reichweite: 0,6 km bei Tag 1,5 km bei Nacht |
| 824 24 (r)    | Blinkgerät 824 (r)       | СП 80                                  | Bilderwunsch | 2-Mann-Bedienung, Reichweite: 10 km bei Tag 40 km bei Nacht italienisches Fabrikat (Fanni) auch als Heliograph verwendbar                                                   |
| 825 24 (r)    | Blinkgerät 825 (r)       | СП 95                                  |              | 8,05 kg Gewicht, 2-Mann-Bedienung, 15 Zeichen pro Minute, 10 cm Durchmesser, Reichweite: 2 km bei Tag 10 km bei Nacht                                                       |
| 826 24 (r)    | Blinkgerät 826 (r)       | in D 50/13 keine Angabe                |              | 15 Zeichen pro Minute, 10 cm Durchmesser, Reichweite: 3 km bei Tag 8–12 km bei Nacht                                                                                        |
| 827 24 (r)    | Blinkgerät 827 (r)       | in D 50/13 keine Angabe                |              | 6,9 kg Gewicht |
| 843 24 (r)    | Lichtsprechgerät 843 (r) | in D 50/13 keine Angabe                | Bilderwunsch | mit diesem Gerät können, Sprache, Summer- und Blinkzeichen, übermittelt werden, 41,3 kg Gewicht, 13 cm Durchmesser, Reichweite: 4–6 km Sprache 5–7 km Summen 4–8 km Blinken |